# モンロー (ルイジアナ州)
モンロー（英: Monroe、歴史的呼称フランス語: Poste-du-Ouachita）は、アメリカ合衆国ルイジアナ州の都市。ワシタ郡の郡庁所在地である。人口は4万7702人（2020年）。モンローは、ワシタ郡とユニオン郡で構成されるモンロー都市圏の中核である。
モンローと近くにあるウェストモンローはワシタ川を挟んで対岸に位置しており、北東ルイジアナのツインシティと呼ばれる。

## 歴史

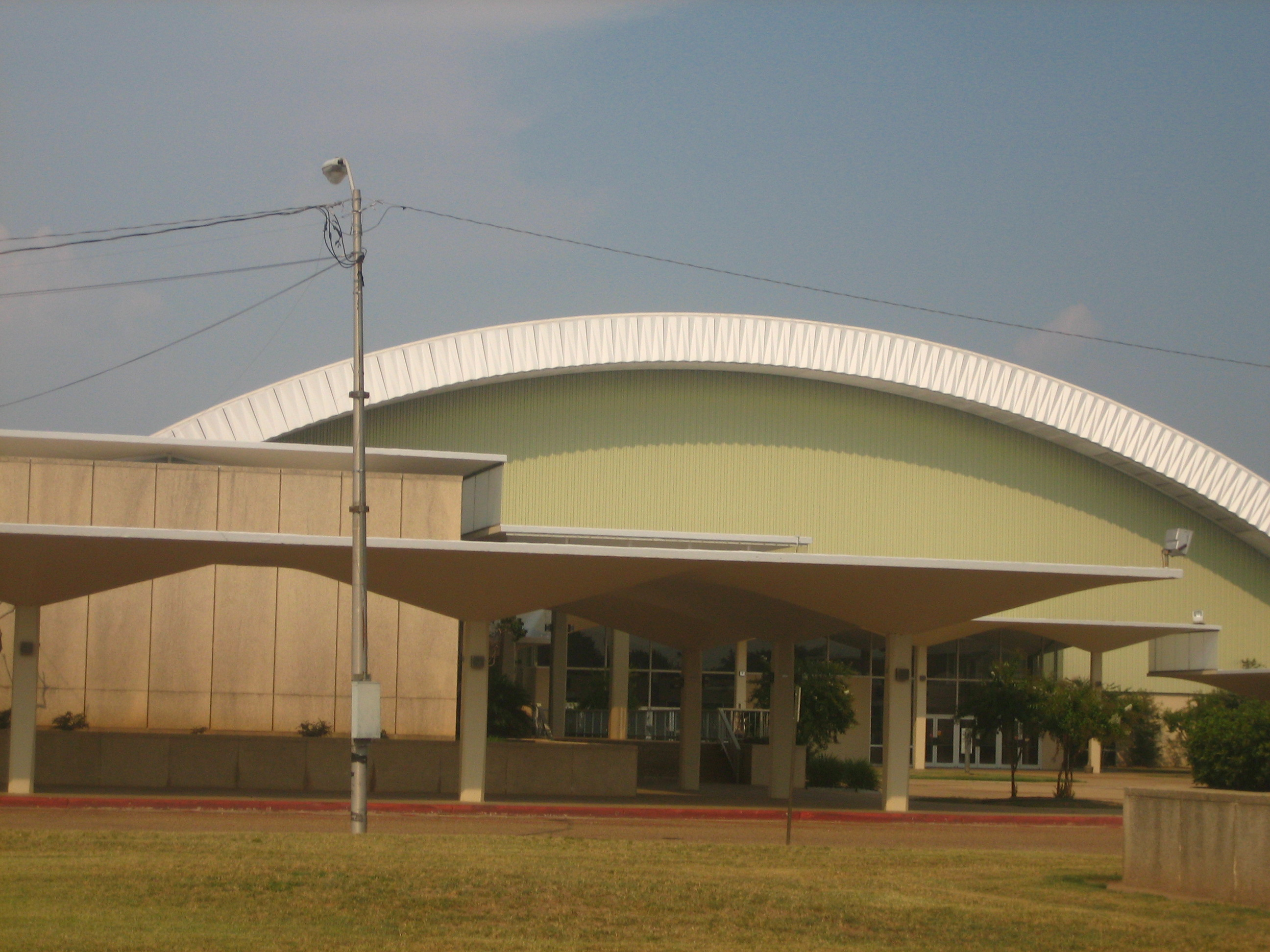
モンロー会議場、市役所の対面にある
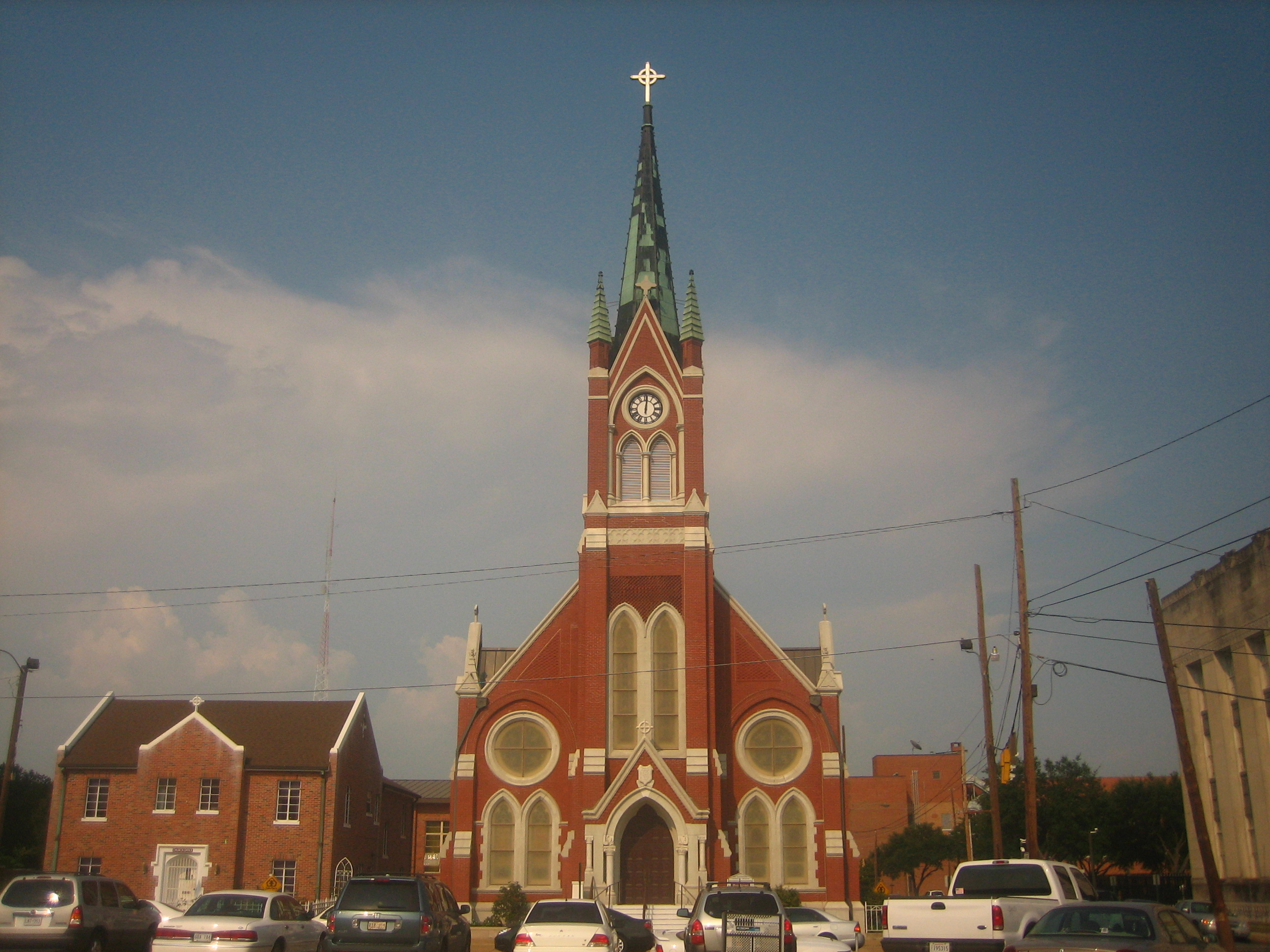
セントマシューズ・カトリック教会、モンロー市中心街
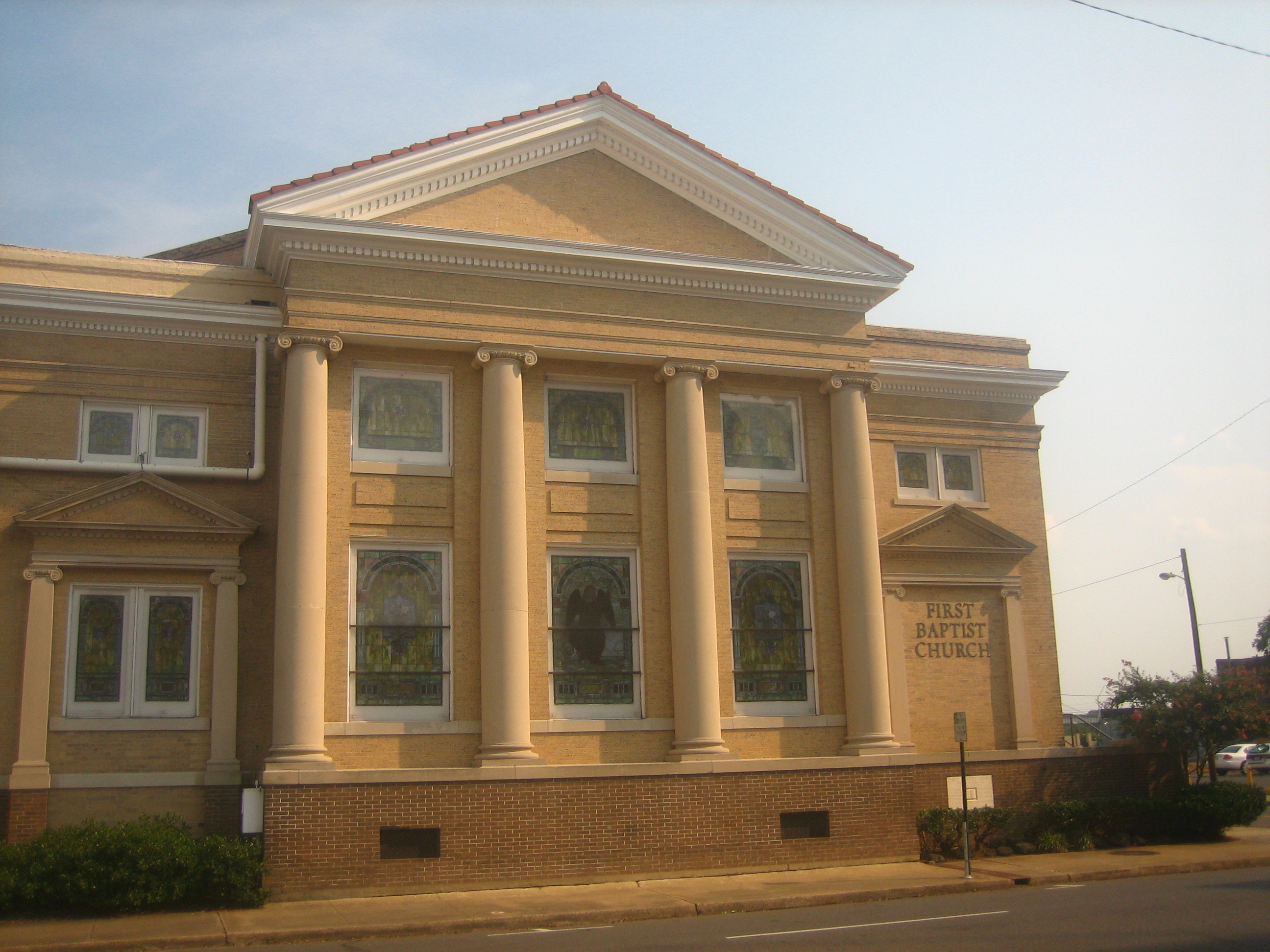
第一バプテスト教会、モンロー市中心街
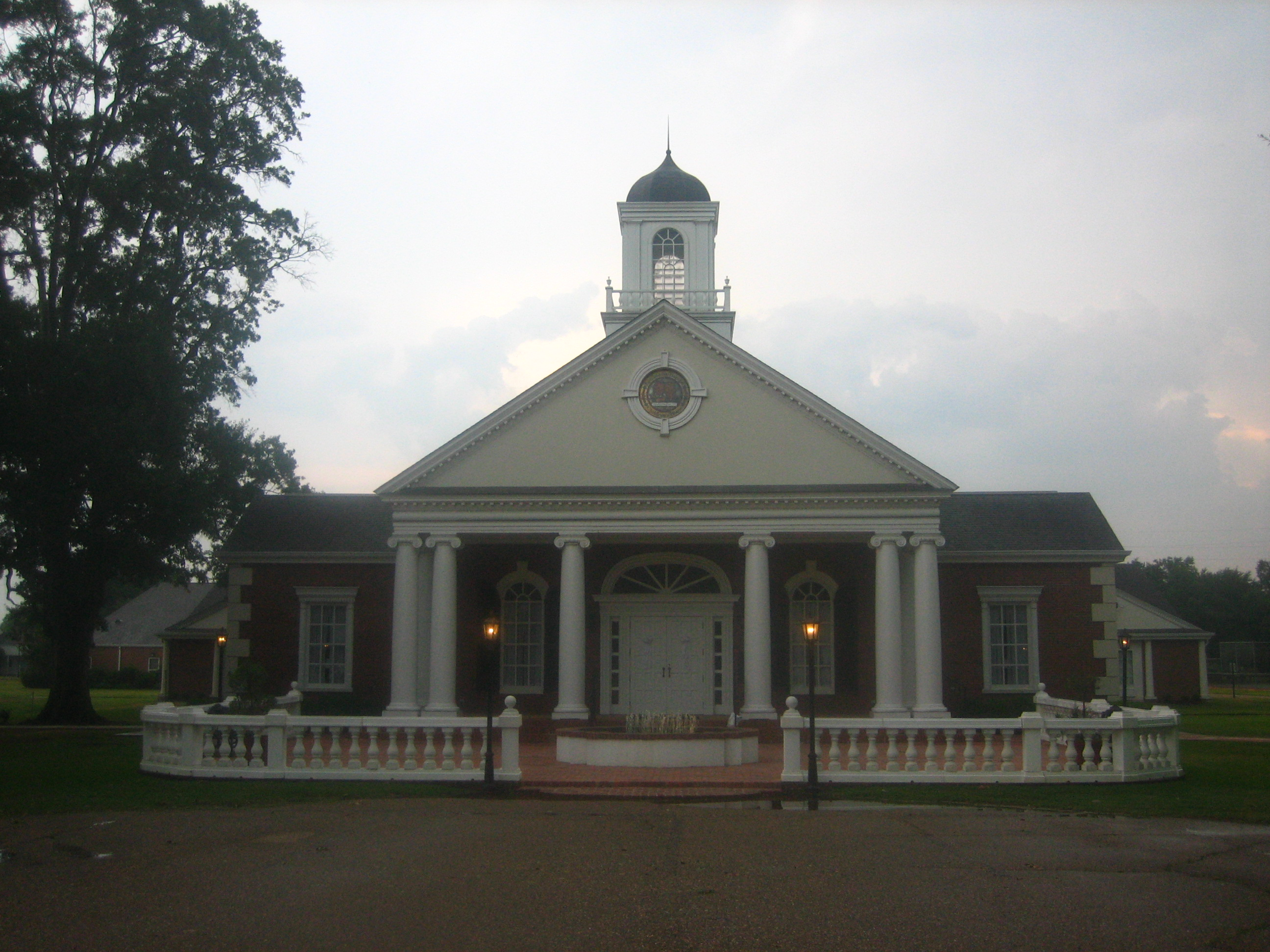
フランク・"バディ"・フラワーズ礼拝堂、ルイジアナ・バプテスト子供の家児童養護施設
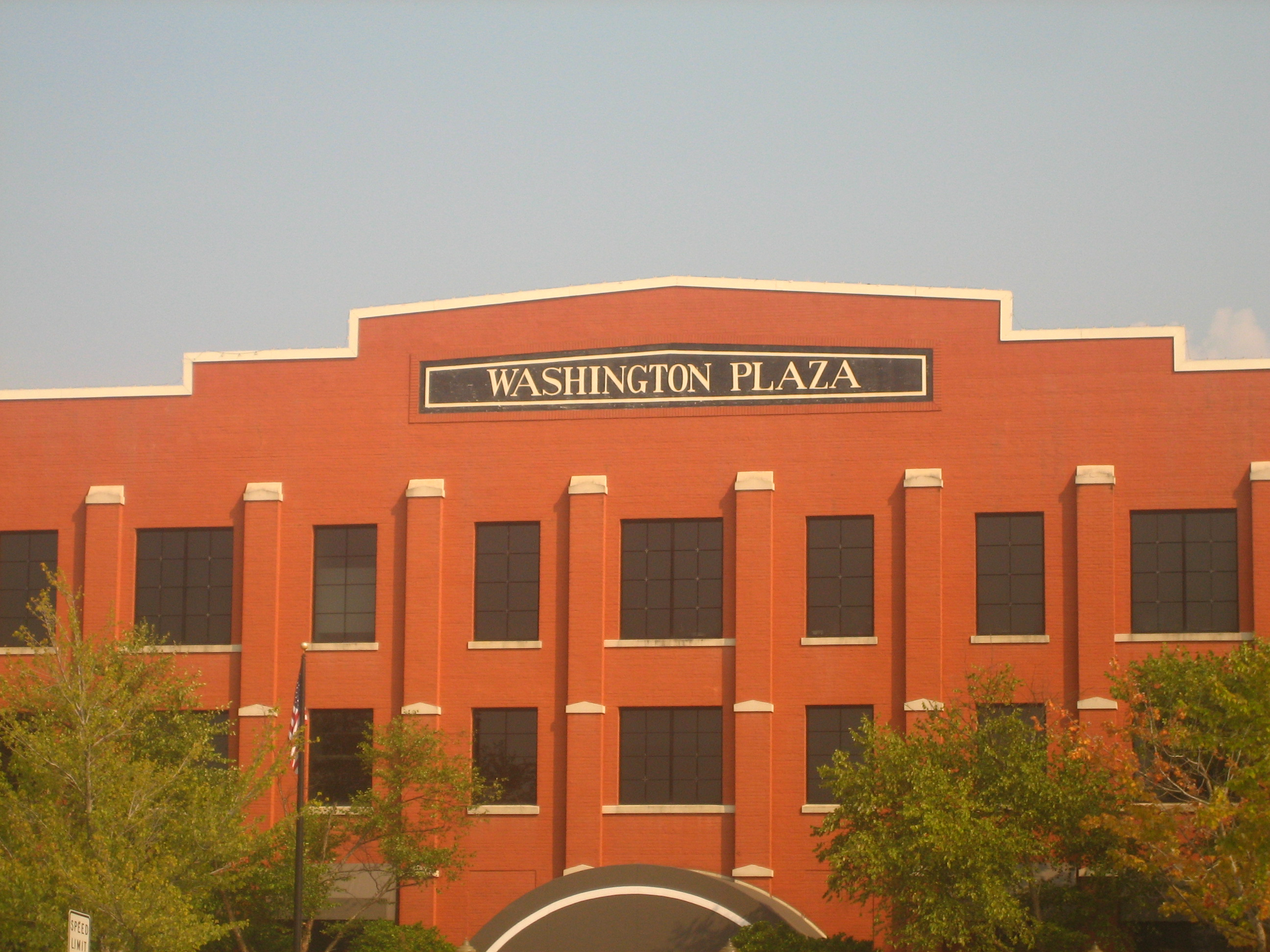
ワシントン・プラザ、モンロー市中心街

この町は元フォートミロと呼ばれていたが、蒸気外輪船ジェイムズ・モンローからモンローの名前を採用した。この船の到着が開拓者に大きな影響を及ぼし、地元住民の心の中で単一の出来事が前進基地を町に変えた。この船は18番通り北にあるモンロー図書館の本館壁画に描かれている。それ故にバージニア州出身で第5代アメリカ合衆国大統領ジェームズ・モンローからその船の名が付けられたことになっている。
南北戦争のとき、モンローと、南ルイジアナのセントランドリー郡の郡庁所在地オペルーサスには、南軍の訓練キャンプがあった。1862年にルイジアナが北軍に占領された後、これらが設立された。間もなく新兵が両キャンプに送られた。
1862年、モンローとリッチランド郡デルハイが、東部の田園部からの歓迎されない避難民で混雑するようになった。彼らは北軍のユリシーズ・グラント将軍の軍勢から逃れてきており、グラントは北東ルイジアナに入り、1862年から1863年の冬をテンサス郡ニューウェルトンの南、ウィンター・クォーターズで過ごした。グラントはミシシッピ州ヴィックスバーグの包囲戦の準備をしていた。それが完成するのは1863年7月4日まで掛かった。歴史家のジョン・D・ウィンターズは、デルハイとモンローに「強い北軍同調観」があったと報告した。避難民はさらに西のウェブスター郡ミンデンまで移動したので、大変貧乏だった地元住民は彼らに食料や隠れ家を売るのを拒み、侮蔑の気持ちで彼らを扱った。
北軍のボートがワシタ川を遡ってモンローまで来て、コーフィー、アルコール、乾物を交易し、さらに金で綿花を買った。南軍の士官は交易を奨励し、敵と親しく交わり、その牡蠣を食べ、そのアルコールを飲んだと市民から告発された。戦争が続くと、モンロー周辺に脱走兵や落伍兵が多くなったので、北軍は彼らを捕まえるためにアレクサンドリアから特殊部隊を派遣した。
1913年、コカ・コーラの最初の瓶詰業者であるジョセフ・A・ビーデンハーンがヴィックスバーグからモンローに移動してきた。その家と庭園はモンロー市リバーサイド・ドライブ2006にあり、現在はビーデンハーン博物館と庭園として運営されている。ビーデンハーンが事業化するまで、コカ・コーラはソーダ・ファウンテンと混ぜて飲んでいた時期があった。ビーデンハーンとその息子マルコーム・ビーデンハーンが、デルタ航空、当初はデルタ・ダスターズの創業者に入っていた。
コレット・E・ウールマンは元々インディアナ州から来たワシタ郡のエージェントであり、ワタミゾウムシを絶滅させる農薬散布法を開発した。ワタミゾウムシは20世紀初期にミシシッピ川デルタ地帯で綿花を壊滅させていた。ウールマンは世界で初の農薬散布サービスを始めた。綿花栽培が崩壊したことで大移動が起こり、数十万人のアフリカ系アメリカ人が南部田園を離れて、北部や中西部の都市で職を求めて移住した。

## 地理
モンロー市は北緯32度30分37秒 西経92度05分42秒 / 北緯32.51028度 西経92.09500度 (32.510343, −92.094895)に位置し、標高は72フィート (22 m) である。
アメリカ合衆国国勢調査局に拠れば、市域全面積は31.6平方マイル (83.9 km2)であり、このうち陸地28.7平方マイル (74.3 km2)、水域は3.7平方マイル (9.6 km2)で水域率は11.46%である
付近にある都市と、モンロー市からの距離は以下の通りである。
- ルイジアナ州アレクサンドリア 95マイル (152 km)
- テキサス州ダラス 282マイル (451 km)
- アーカンソー州エルドラード 66マイル (106 km)
- テキサス州ヒューストン 338マイル (541 km)
- ミシシッピ州ジャクソン 119マイル (190 km)
- アーカンソー州リトルロック 184マイル (294 km)
- ルイジアナ州ニューオーリンズ 283マイル (453 km)
- オクラホマ州オクラホマシティ 479マイル (766 km)
- ルイジアナ州シュリーブポート 98マイル (157 km)
- ミシシッピ州ヴィックスバーグ 77マイル (123 km)

### 気候
モンロー市は温暖湿潤気候（ケッペンの気候区分Cfa）にある。降水量は豊富であり、年間平均降水量は51インチ (1,295 mm) 以上、月間では8月の3インチ (76 mm) 未満から6月の5インチ (127 mm) 以上まで変化する。激しい雨、雹、突風、竜巻を伴った雷雨が春から夏に掛けて起こる。冬は温暖であり、氷点下になるのは年間平均35日、結氷や凍雨の嵐も起こる。夏は暑く湿気ており、最高気温が90°F (32 ℃) を超える日が年間91日ある。湿度は高いことが多く90％を超えることもある。
| モンロー地域空港、1981年-2010年平均の気候                            | モンロー地域空港、1981年-2010年平均の気候 | モンロー地域空港、1981年-2010年平均の気候 | モンロー地域空港、1981年-2010年平均の気候 | モンロー地域空港、1981年-2010年平均の気候 | モンロー地域空港、1981年-2010年平均の気候 | モンロー地域空港、1981年-2010年平均の気候 | モンロー地域空港、1981年-2010年平均の気候 | モンロー地域空港、1981年-2010年平均の気候 | モンロー地域空港、1981年-2010年平均の気候 | モンロー地域空港、1981年-2010年平均の気候 | モンロー地域空港、1981年-2010年平均の気候 | モンロー地域空港、1981年-2010年平均の気候 | モンロー地域空港、1981年-2010年平均の気候 |
| 月                                                                   | 1月                                       | 2月                                       | 3月                                       | 4月                                       | 5月                                       | 6月                                       | 7月                                       | 8月                                       | 9月                                       | 10月                                      | 11月                                      | 12月                                      | 年                                        |
| -------------------------------------------------------------------- | ----------------------------------------- | ----------------------------------------- | ----------------------------------------- | ----------------------------------------- | ----------------------------------------- | ----------------------------------------- | ----------------------------------------- | ----------------------------------------- | ----------------------------------------- | ----------------------------------------- | ----------------------------------------- | ----------------------------------------- | ----------------------------------------- |
| 最高気温記録 °F （°C）                                               | 82 (28)                                   | 89 (32)                                   | 91 (33)                                   | 97 (36)                                   | 104 (40)                                  | 108 (42)                                  | 108 (42)                                  | 108 (42)                                  | 107 (42)                                  | 98 (37)                                   | 90 (32)                                   | 83 (28)                                   | 108 (42)                                  |
| 平均最高気温 °F （°C）                                               | 56.2 (13.4)                               | 60.5 (15.8)                               | 68.6 (20.3)                               | 76.9 (24.9)                               | 84.3 (29.1)                               | 90.5 (32.5)                               | 93.0 (33.9)                               | 93.2 (34)                                 | 88.0 (31.1)                               | 78.2 (25.7)                               | 67.5 (19.7)                               | 57.9 (14.4)                               | 76.23 (24.57)                             |
| 平均最低気温 °F （°C）                                               | 36.4 (2.4)                                | 40.2 (4.6)                                | 46.9 (8.3)                                | 54.4 (12.4)                               | 63.5 (17.5)                               | 70.3 (21.3)                               | 72.7 (22.6)                               | 71.7 (22.1)                               | 65.1 (18.4)                               | 53.8 (12.1)                               | 45.1 (7.3)                                | 38.1 (3.4)                                | 54.85 (12.7)                              |
| 最低気温記録 °F （°C）                                               | −1 (−18)                                  | −2 (−19)                                  | 18 (−8)                                   | 32 (0)                                    | 39 (4)                                    | 51 (11)                                   | 54 (12)                                   | 51 (11)                                   | 35 (2)                                    | 29 (−2)                                   | 19 (−7)                                   | 5 (−15)                                   | −2 (−19)                                  |
| 降水量 inch （mm）                                                   | 4.75 (120.7)                              | 4.67 (118.6)                              | 4.74 (120.4)                              | 4.48 (113.8)                              | 5.19 (131.8)                              | 4.65 (118.1)                              | 3.54 (89.9)                               | 3.13 (79.5)                               | 3.61 (91.7)                               | 4.76 (120.9)                              | 4.83 (122.7)                              | 5.37 (136.4)                              | 53.71 (1,364.2)                           |
| 降雪量 inch （cm）                                                   | .4 (1)                                    | .3 (0.8)                                  | 0 (0)                                     | 0 (0)                                     | 0 (0)                                     | 0 (0)                                     | 0 (0)                                     | 0 (0)                                     | 0 (0)                                     | 0 (0)                                     | 0 (0)                                     | .1 (0.3)                                  | 0.8 (2)                                   |
| 平均降水日数 （≥0.01 in）                                            | 10.0                                      | 9.3                                       | 9.2                                       | 7.6                                       | 9.3                                       | 8.9                                       | 8.3                                       | 7.3                                       | 7.0                                       | 8.2                                       | 8.4                                       | 10.0                                      | 103.6                                     |
| 平均降雪日数 （≥0.1 in）                                             | .3                                        | .3                                        | 0                                         | 0                                         | 0                                         | 0                                         | 0                                         | 0                                         | 0                                         | 0                                         | 0                                         | .2                                        | .8                                        |
| 平均月間日照時間                                                     | 158.1                                     | 175.2                                     | 213.9                                     | 231.0                                     | 266.6                                     | 297.0                                     | 319.3                                     | 300.7                                     | 249.0                                     | 235.6                                     | 177.0                                     | 158.1                                     | 2,781.5                                   |
| 出典：NOAA HKO (sun, 1961−1990), The Weather Channel (extreme temps) |                                           |                                           |                                           |                                           |                                           |                                           |                                           |                                           |                                           |                                           |                                           |                                           |                                           |

## 地区
| 南モンロー、州道80号線より南、ペカンランド・モールやルイジアナ買収庭園と動物園がある - アトキンソンクォーターズ - ブライアンツアディッション - バーグジョーンズレーン - チャーミングデール - グレイリングベンド - ハリウッドハイツ - キングオークス - ラミービル - ラインカーンパーク - ニュータウン - オークマナー - オレゴントレイル - パークビュー - パインバイユー#1 - パインバイユー#2 - レンウィックスアディッション - リッチウッド - ロビンソンプレース - スタンディファーアベニューSACタウン - タングルウッド - ウェストパークビュー | 北および東モンロー都市圏州道80号線より北、ルイジアナ大学モンロー校、センチュリーリンク本社がある。下のリストには市域外のものを含む - バイユーオークス - ベティンハイツ - ブッカー T - ブライアフィールド - サイプレスポイント - フォーサイスパーク - ガーデンディストリクト - レイクショア - マリープレースアディッション - ノースポイントプランテーション - ノースゲイトエステイツ - ノースサイドテラス - オークモント - パーグードプレース - パークビューハイツサブディビジョン - ピーカンバイユー - プランテーションパーク - ポイントプレース - リバーオークス - ショラーズアディッション - スワーツ - タウン & カントリー - トレジャーアイランド - ビレッジノース - ウェストミニスター - ウェストウッド |

## 人口動態

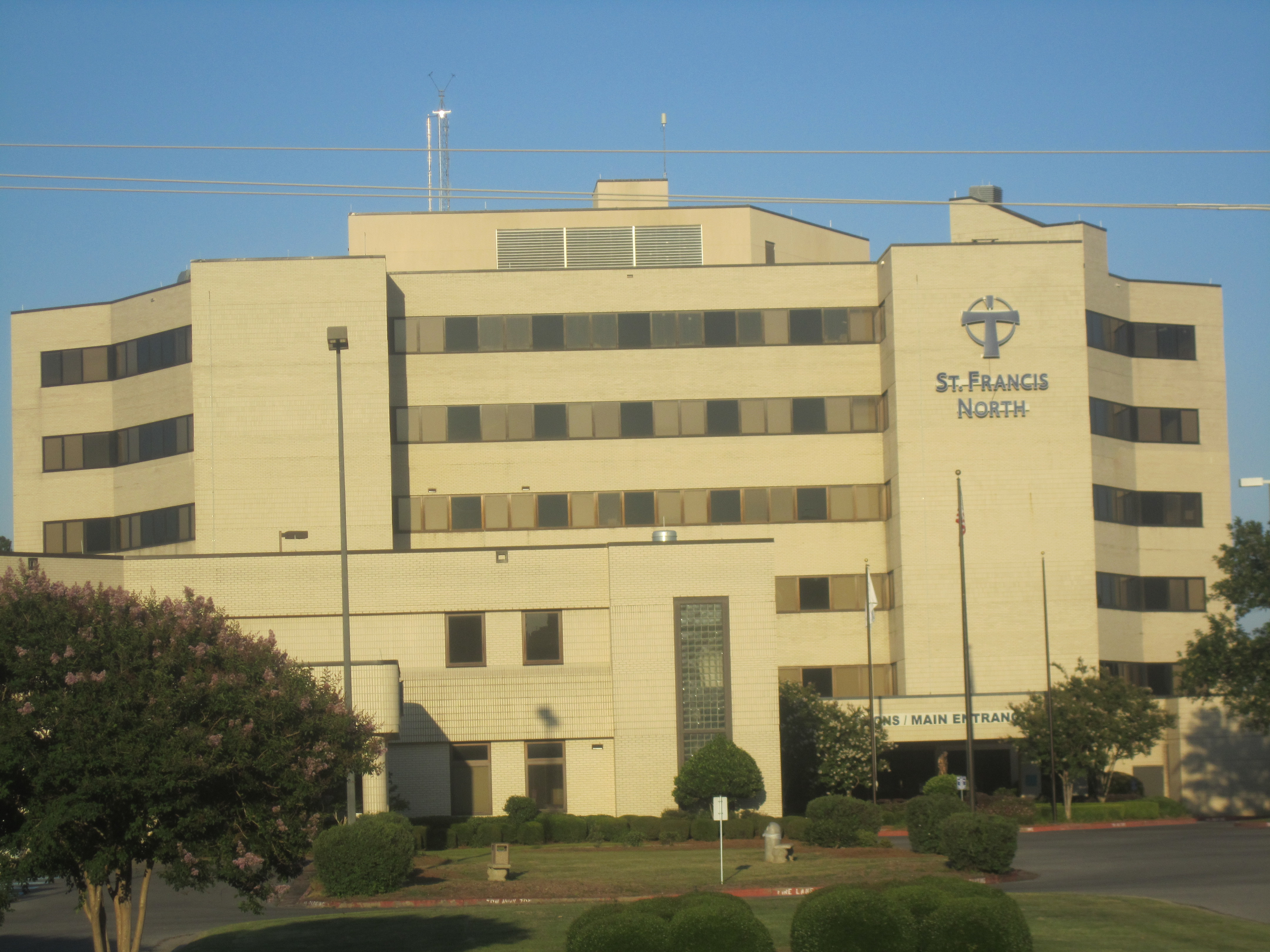
セントフランシス・ノース病院、モンロー市北部アメリカ国道165号線近く

以下は2000年国勢調査による人口統計データである。
| 基礎データ - 人口: 53,107 人 - 世帯数: 19,421 世帯 - 家族数: 12,157 家族 - 人口密度: 714.9人/km2（1,851.8 人/mi2） - 住居数: 21,278 軒 - 住居密度: 286.5軒/km2（741.9軒/mi2） 人種別人口構成（括弧内は2010年データ） - 白人: 36.78% (33.4%) - アフリカン・アメリカン: 61.13% (63.9%) - ネイティブ・アメリカン: 0.13% - アジア人: 1.05% - 太平洋諸島系: 0.03% - その他の人種: 0.25% - 混血: 0.63% - ヒスパニック・ラテン系: 1.01% 年齢別人口構成 - 18歳未満: 29.7% - 18-24歳: 15.0% - 25-44歳: 25.1% - 45-64歳: 17.5% - 65歳以上: 12.8% - 年齢の中央値: 29歳 - 性比（女性100人あたり男性の人口） - 総人口: 84.1 - 18歳以上: 76.6 | 世帯と家族（対世帯数） - 18歳未満の子供がいる: 32.3% - 結婚・同居している夫婦: 33.4% - 未婚・離婚・死別女性が世帯主: 25.3% - 非家族世帯: 37.4% - 単身世帯: 31.3% - 65歳以上の老人1人暮らし: 11.7% - 平均構成人数 - 世帯: 2.54人 - 家族: 3.26人 収入と家計 - 収入の中央値 - 世帯: 25,864米ドル - 家族: 33,263米ドル - 性別 - 男性: 31,840米ドル - 女性: 22,352米ドル - 人口1人あたり収入: 15,933米ドル - 貧困線以下 - 対人口: 32.3% - 対家族数: 26.3% - 18歳未満: 45.3% - 65歳以上: 21.6% |

## 経済

### 主要雇用主
モンロー市の2009年包括的財務報告書に拠れば、市内の主要雇用主は次の通りである。
| 順位 | 雇用主                       | 従業員数 |
| ---- | ---------------------------- | -------- |
| 1    | ワシタ郡教育委員会           | 3,015    |
| 2    | セントフランシス医療センター | 2,500    |
| 3    | チェイス銀行                 | 2,000    |
| 4    | センチュリーリンク           | 1,400    |
| 5    | ルイジアナ大学モンロー校     | 1,200    |
| 6    | ウォルマート                 | 1,112    |
| 7    | グラフィック・パッケージング | 1,110    |
| 8    | モンロー市                   | 1,110    |
| 9    | グレンウッド地域医療センター | 900      |
| 10   | アクセント・マーケティング   | 500      |

## 交通
1920年代後半にデルタ航空の本社があった。業容が拡張すると移転した。モンロー地域空港には滑走路が3本あり、アメリカン航空、ユナイテッド航空、デルタ航空が就航している。
グレイハウンドバス・ラインズがモンローから国内多くの都市とを繋いでいる。国内でも独自に交通体系を所有した都市として最古である。1906年に4路線の路面電車モンロー・トランジット・システムがあり、現在は市内に13路線のバスを走らせている。障害のある人にはデマンドバス3台がある。
主要高規格道路は、州間高速道路20号線、アメリカ国道165号線、ルイジアナ州道15号線、アメリカ国道80号線があり、州間高速道路420号線が計画中である。
鉄道は、カンザス・シティ・サザン鉄道が東西方向に、ユニオン・パシフィック鉄道が南北方向に通っている。その他に以下の鉄道がある。
- デルタ・サザン鉄道
- アーカーンソー・ルイジアナ・アンド・ミシシッピ鉄道

## 娯楽
モンロー・シビックセンターは多目的施設である。主要施設はシビックセンター・アリーナである。このアリーナは44,000平方フィート (4,100 m2) の展示スペースと5,600の観客席がある。席数は7,200まで拡大できる。バンケット、サーカス、ロデオなどを開催できる。またB・D・ロビンソン会議場、モンロー会議センター、乗馬パビリオン、2,200席のW・L・ジャック・ハワード劇場もある。この劇場は1956年から1972年と1976年から1978年にモンロー市長を務めたユニオン郡生まれのW・L・ジャック・ハワードに因んで名付けられた。
毎年6月最終週、ミス・ルイジアナのページェントが開催されている。50回目の大会は2013年6月29日にW・L・ジャック・ハワード劇場で行われた。
ルイジアナ買収庭園と動物園では500頭以上の動物を飼育している。この動物園では季節によって変わる活動に加えて、ボート遊びやキャットウォークもできる。
博物館としては、北東ルイジアナ子供博物館、ビーデンハーン博物館と庭園、シェンノート航空 & 軍事博物館、 北東ルイジアナ・デルタ・アフリカ系アメリカ人歴史遺産博物館がある。北東ルイジアナ・デルタ・アフリカ系アメリカ人歴史遺産博物館は近年、アフリカ系アメリカ人歴史遺産トレイルのために指定された26か所の1つである。

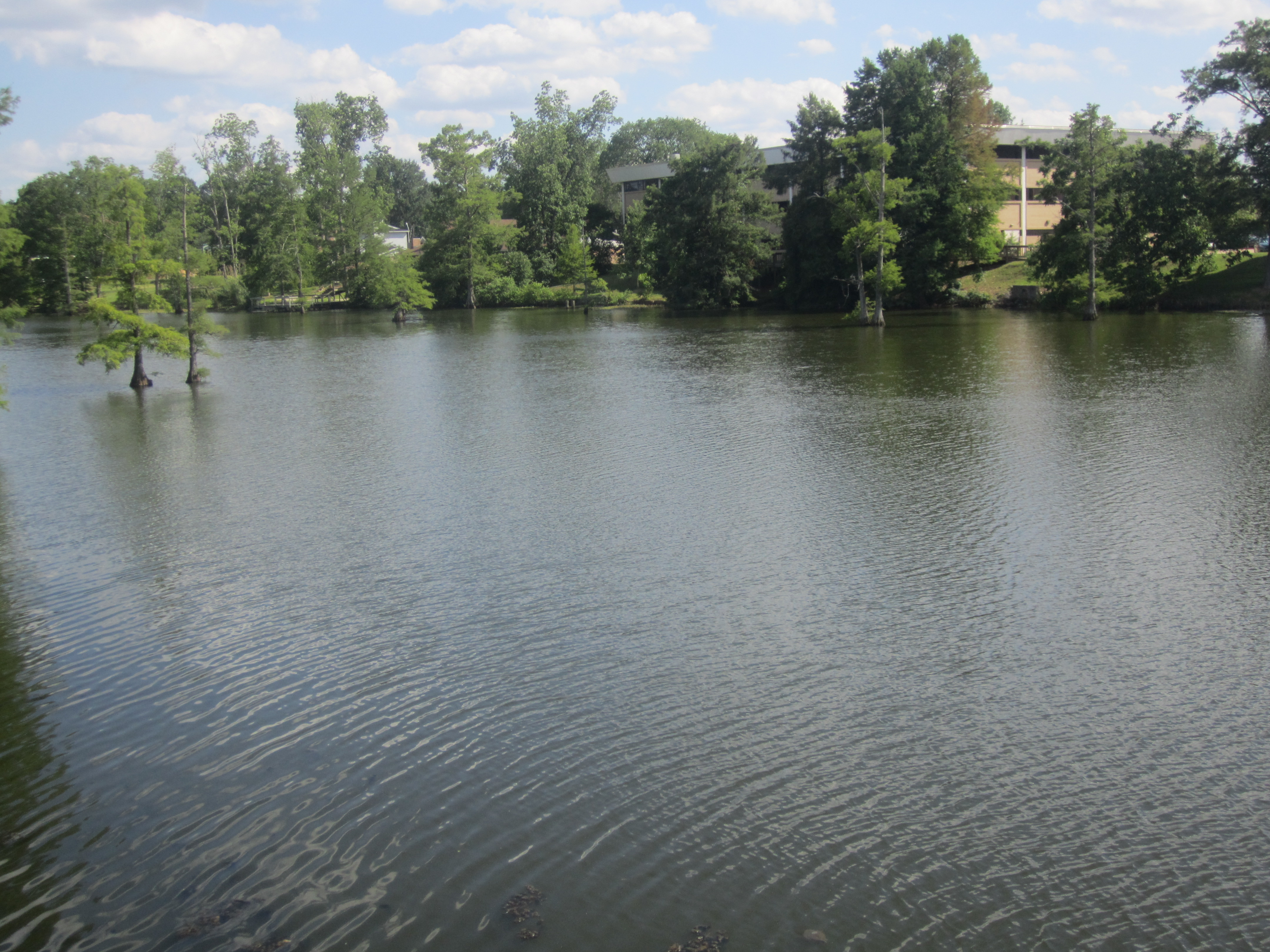
バイユー・デザイアード、市内の一部を流れる

### ゴルフ
- バイユー・デザイアード・カントリークラブ
- シェンノート・ゴルフコース
- フレンチマンズ・ベンド・カントリークラブ
- リンクス・アット・ミュニー・フォーサイスパーク

### ショッピング
- ピーカンランド・モール、ベルク、ディラーズ、J.C.ペニー、シアーズ、バーリントン・コート・ファクトリーが入っている。北ルイジアナでは最大のモールであり、280の専門店が入っている

## 州軍
市内にはルイジアナ州軍第528工兵大隊が駐屯している。この部隊はパインビルのキャンプ・ボーリガードに本部がある第225工兵旅団の一部である。

## 犯罪と貧困
モンロー市は比較的小さい町であるにも拘わらず、犯罪と貧困については平均より高い。研究によってはアメリカの危険な都市100傑に含まれることがある。貧困では第6位になっている。人口が20万人未満の都市では、犯罪で悪い方から第3位になっていた。

## 教育

### 高等教育機関
- キャリア工科カレッジ
- ルイジアナ・デルタ・コミュニティカレッジ
- ルイジアナ大学モンロー校

### 初等中等教育
モンロー市にはワシタ郡教育体系から分かれた独自の教育部門モンロー市教育システムがある。高校3校、中学校3校、小学校18校が含まれている。

### 私立学校
- グレース・エピスコパル学校
- ジェネバ・アカデミー
- ジーザス・ザ・グッド・シェパード
- ニューバイソン・アカデミー
- ワシタ・クリスチャン学校
- アワーレディ・オブ・ファティマ
- リバー・オークス学校
- セントフレデリック高校

## メディア
モンロー市ではガネットの新聞である「モンロー・ニューズ・スター」が発行されている。この新聞はロバート・ユーイング1世とジョン・D・ユーイングの親子が所有し運営していた夕刊紙だった。ユーイングの「モンロー・モーニング・ワールド」が廃刊になった時、姉妹紙である「モンロー・ニューズ・スター」が市内の朝刊のみの新聞になった。
「モンロー・フリー・プレス」と「モンロー・ディスパッチ」というアフリカ系アメリカ人の週刊紙2紙が発行されている。「モンロー・フリー・プレス」は1969年にルーズベルト・ライト・ジュニアが創刊した。ウエブ版は1996年から始められた。「モンロー・ディスパッチ」は1975年にイルマ・デティージとフランク・デティージが創刊した。
ウェストモンローを本拠にする「ワシタ・シティズン」は、モンロー、ウェストモンロー、スターリントン、リッチウッドなどワシタ郡全体の出来事をカバーする週刊紙であり、1924年から発行されている。[www.ouachitacitizen.com オンライン]でも見られる。1996年に故サム・ハンナ・シニアとその息子サム・ハンナ・ジュニアが買収し、発行を続けている。
テレビは全国ネットの系列局など7局を視聴できる。
ラジオはFM14局、AM3局を聴取できる。その他に緊急警報発信局としてテレビ、FMラジオ局、AMラジオ局がある。